# Arte (album)
Arte è il quarto album del cantautore italiano Bungaro, pubblicato nel 2009 dall'etichetta discografica Egea.
Il disco contiene collaborazioni con Fiorella Mannoia, Paula Morelenbaum, Ferruccio Spinetti, Omar Sosa, Ambrogio Sparagna, Lucilla Galeazzi, Neri Marcorè e Guinga. È stato arrangiato da Aidan Zammit.

## Tracce
CD
1. Il motore immobile
2. Arte
3. Il deserto (feat. Fiorella Mannoia)
4. Se rinasco
5. Vestimi di te
6. Trafficante
7. Pagine
8. Punti di vista
9. Dal destino infortunato (feat. Ferruccio Spinetti, Omar Sosa) (testo e musica di sergio endrigo)
10. Madonna di lu finimundu (feat. Ambrogio Sparagna, Lucilla Galeazzi)
11. Non è tempo che passa
12. Il volume del mare
13. Piacere di vederti (feat. Neri Marcorè)
14. Piccenna mia (feat. Guinga)

## Formazione
- Bungaro – voce, cori, chitarra acustica
- Aidan Zammit – tastiera, programmazione, pianoforte, zampogna
- Lorenzo Feliciati - basso, contrabbasso
- Lucrezio de Seta – batteria
- Michele Ascolese – chitarra elettrica
- Roberto Marino – pianoforte
- Omar Sosa – pianoforte, marimba, percussioni
- Guinga – chitarra
- Natalio Mangalavite – pianoforte
- Gianni Iorio – fisarmonica
- Raul Scebba – percussioni
- Ferruccio Spinetti – contrabbasso
- Paulinho Trumpete – tromba, flicorno, trombone
- Ambrogio Sparagna – organetto

## Classifiche
| Classifica (2010) | Posizione raggiunta |
| ----------------- | ------------------- |
| Italia            | 86                  |